# Céron
Céron est une commune française située dans le département de Saône-et-Loire, en région Bourgogne-Franche-Comté.
C'est l'une des six communes du département de Saône-et-Loire située sur la rive gauche de la Loire (à l'ouest du fleuve dans cette partie de son cours).

## Géographie
Céron fait partie du Brionnais et se trouve à 9 km de Marcigny et à 34 km de Roanne.

### Hydrographie
Céron est arrosée par la rivière l'Urbise.

### Climat
Pour des articles plus généraux, voir Climat de la Bourgogne-Franche-Comté et Climat de Saône-et-Loire.
En 2010, le climat de la commune est de type climat océanique dégradé des plaines du Centre et du Nord, selon une étude du Centre national de la recherche scientifique s'appuyant sur une série de données couvrant la période 1971-2000. En 2020, Météo-France publie une typologie des climats de la France métropolitaine dans laquelle la commune est dans une zone de transition entre le climat océanique altéré et le climat de montagne ou de marges de montagne et est dans la région climatique Centre et contreforts nord du Massif Central, caractérisée par un air sec en été et un bon ensoleillement.
Pour la période 1971-2000, la température annuelle moyenne est de 11 °C, avec une amplitude thermique annuelle de 16,7 °C. Le cumul annuel moyen de précipitations est de 800 mm, avec 11,5 jours de précipitations en janvier et 7,2 jours en juillet. Pour la période 1991-2020, la température moyenne annuelle observée sur la station météorologique de Météo-France la plus proche, « Saint-Didier_sapc », sur la commune de Saint-Didier-en-Donjon à 13 km à vol d'oiseau, est de 11,5 °C et le cumul annuel moyen de précipitations est de 762,6 mm. 
La température maximale relevée sur cette station est de 40 °C, atteinte le 24 août 2023 ; la température minimale est de −14,4 °C, atteinte le 13 janvier 2003,,.
Les paramètres climatiques de la commune ont été estimés pour le milieu du siècle (2041-2070) selon différents scénarios d'émission de gaz à effet de serre à partir des nouvelles projections climatiques de référence DRIAS-2020. Ils sont consultables sur un site dédié publié par Météo-France en novembre 2022.

## Urbanisme

### Typologie
Au 1er janvier 2024, Céron est catégorisée commune rurale à habitat très dispersé, selon la nouvelle grille communale de densité à sept niveaux définie par l'Insee en 2022.
Elle est située hors unité urbaine et hors attraction des villes,.

### Occupation des sols
L'occupation des sols de la commune, telle qu'elle ressort de la base de données européenne d’occupation biophysique des sols Corine Land Cover (CLC), est marquée par l'importance des territoires agricoles (93,1 % en 2018), en diminution par rapport à 1990 (95,5 %). La répartition détaillée en 2018 est la suivante : prairies (90,1 %), forêts (4,5 %), espaces verts artificialisés, non agricoles (2,4 %), zones agricoles hétérogènes (1,6 %), terres arables (1,3 %). L'évolution de l’occupation des sols de la commune et de ses infrastructures peut être observée sur les différentes représentations cartographiques du territoire : la carte de Cassini (XVIIIe siècle), la carte d'état-major (1820-1866) et les cartes ou photos aériennes de l'IGN pour la période actuelle (1950 à aujourd'hui).

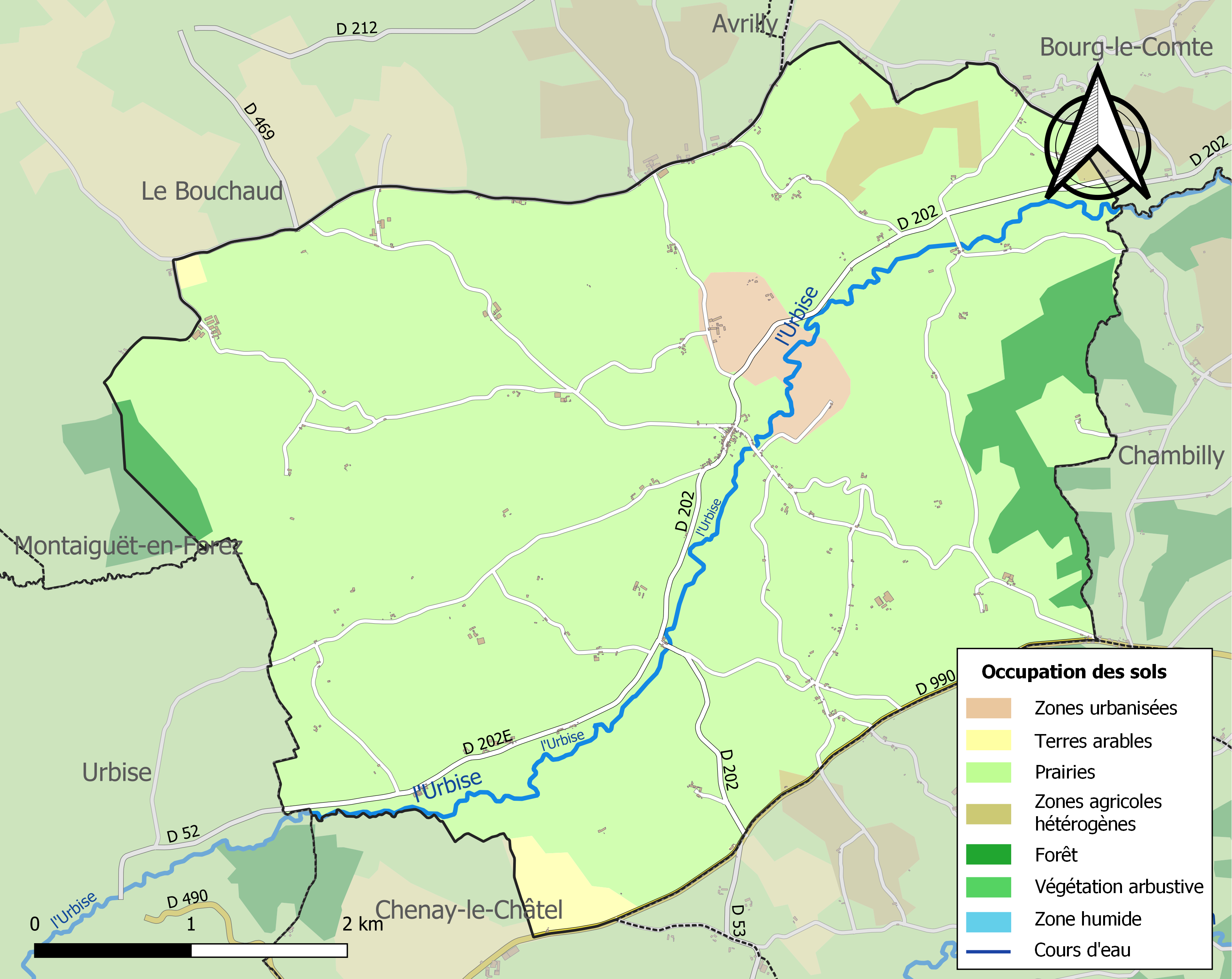
Carte des infrastructures et de l'occupation des sols de la commune en 2018 (CLC).

### Logements
Il existe, en 2014, 186 logements dans la commune ; 124 sont des résidences principales, 28 des résidences secondaires ou des logements occasionnels ; les logements vacants sont au nombre de 33. La totalité des logements sont des maisons.

## Histoire
Céron dépendait autrefois des Basses-Marches du Bourbonnais, il était l’une des trois vicairies de Moulins fondées par Clément VII en 1378.
Les habitants de Céron sont affranchis en 1298 par Louis 1er comte de Nevers. Le premier seigneur qui soit connu est Pierre de Montcorbier, en 1367.

## Politique et administration

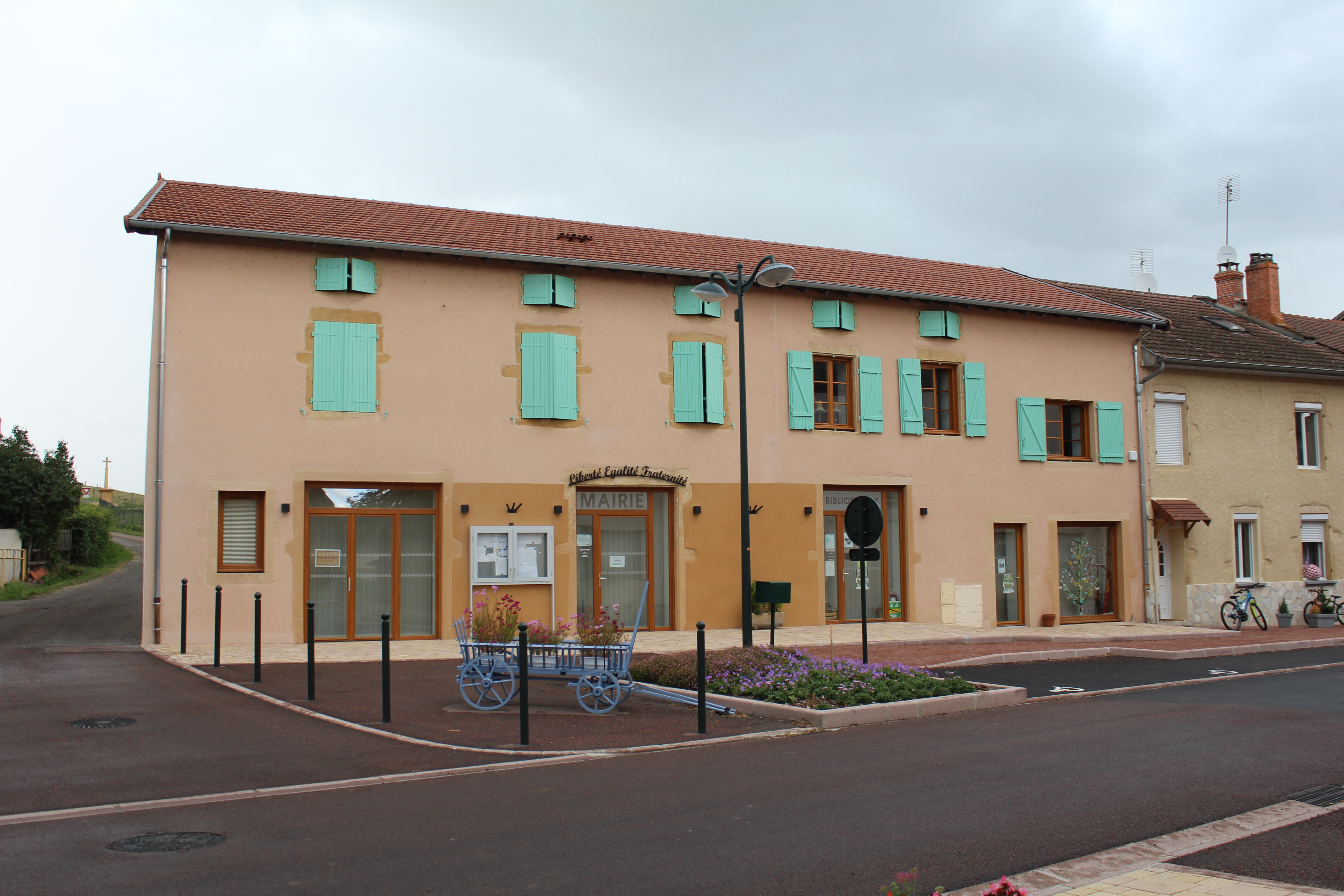
Mairie.

| Période                                  | Période  | Identité        | Étiquette | Qualité  |
| ---------------------------------------- | -------- | --------------- | --------- | -------- |
| Les données manquantes sont à compléter. |          |                 |           |          |
| avant 1995                               | ?        | Maurice Billard | PS        |          |
| mars 2001                                | 2020     | Michel Mathias  |           | Retraité |
| 2020                                     | En cours | Michel Gondard  |           | Retraité |

## Démographie
L'évolution du nombre d'habitants est connue à travers les recensements de la population effectués dans la commune depuis 1793. Pour les communes de moins de 10 000 habitants, une enquête de recensement portant sur toute la population est réalisée tous les cinq ans, les populations de référence des années intermédiaires étant quant à elles estimées par interpolation ou extrapolation. Pour la commune, le premier recensement exhaustif entrant dans le cadre du nouveau dispositif a été réalisé en 2005.

En 2022, la commune comptait 264 habitants, en évolution de −0,38 % par rapport à 2016 (Saône-et-Loire : −1,06 %, France hors Mayotte : +2,11 %).
| 1793 | 1800 | 1806 | 1821 | 1831 | 1836 | 1841 | 1846 | 1851 |
| ---- | ---- | ---- | ---- | ---- | ---- | ---- | ---- | ---- |
| 699  | 621  | 603  | 605  | 688  | 773  | 817  | 884  | 879  |

| 1856 | 1861 | 1866 | 1872 | 1876 | 1881 | 1886 | 1891 | 1896 |
| ---- | ---- | ---- | ---- | ---- | ---- | ---- | ---- | ---- |
| 936  | 922  | 950  | 969  | 979  | 932  | 939  | 902  | 910  |

| 1901 | 1906 | 1911 | 1921 | 1926 | 1931 | 1936 | 1946 | 1954 |
| ---- | ---- | ---- | ---- | ---- | ---- | ---- | ---- | ---- |
| 902  | 869  | 860  | 669  | 693  | 635  | 600  | 576  | 564  |

| 1962 | 1968 | 1975 | 1982 | 1990 | 1999 | 2005 | 2006 | 2010 |
| ---- | ---- | ---- | ---- | ---- | ---- | ---- | ---- | ---- |
| 505  | 460  | 395  | 358  | 313  | 272  | 283  | 284  | 287  |

| 2015 | 2020 | 2022 | - | - | - | - | - | - |
| ---- | ---- | ---- | - | - | - | - | - | - |
| 270  | 264  | 264  | - | - | - | - | - | - |

Les 275 habitants de Céron, en 1974, ont moins de trente ans pour 75 d’entre-eux, 92 ont entre 30 et 59 ans et 109 ont 60 ans et plus.

## Économie
Au 31 décembre 2015, il existe dans la commune 27 établissements actifs. 
- 15 appartiennent au secteur de l'agriculture, 14 d’entre eux n’emploient pas de salarié et 1 en emploi 1.
- 10 appartiennent au secteur des transports, du commerce et des services divers, 9 n’emploient pas de salarié et 1 en emploie 8.
- 2 appartiennent au secteur de l'administration publique, de l’enseignement, de la santé, et de l’action sociale et emploient 5 salariés au total.

## Culture locale et patrimoine

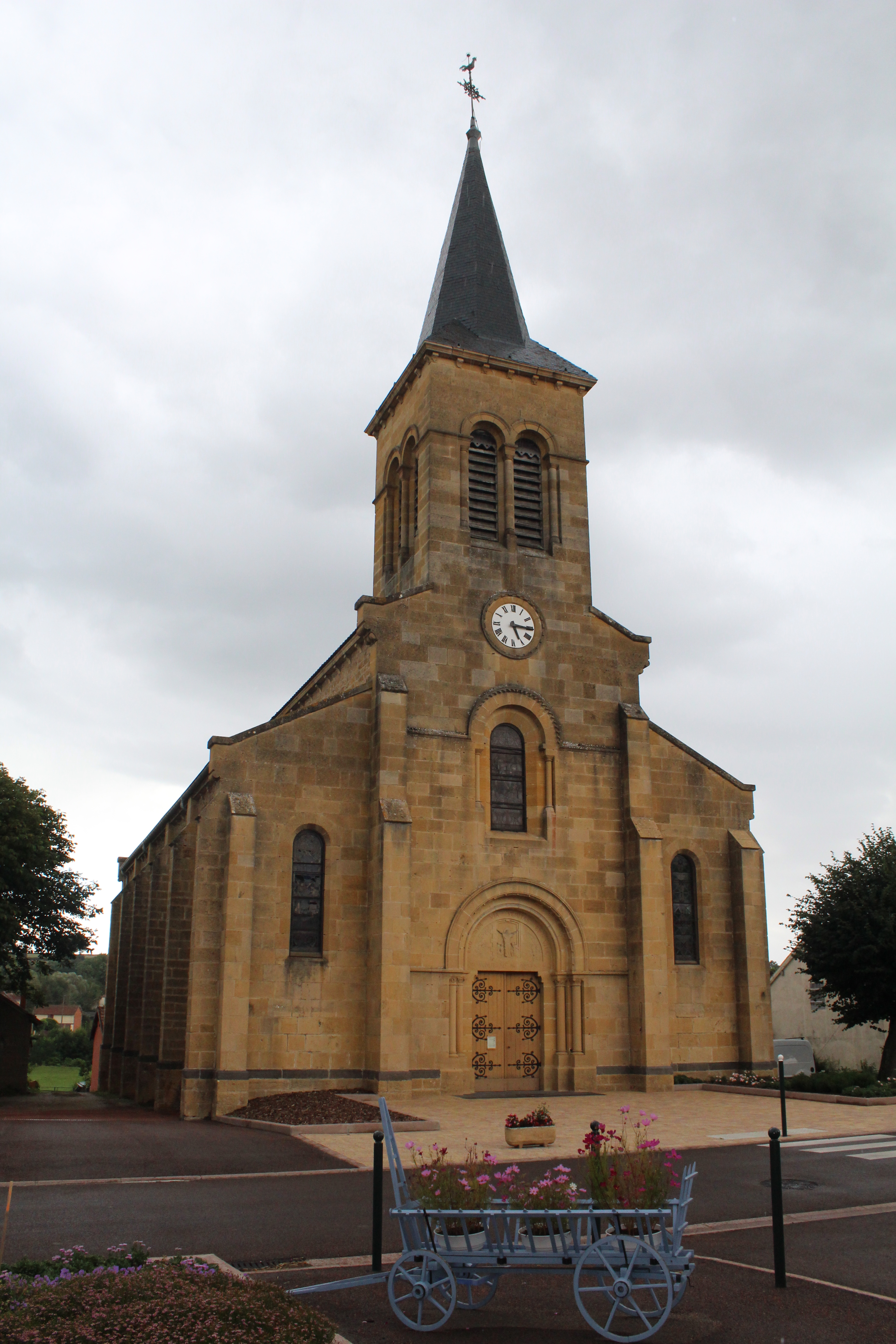
Église Saints-Pierre-et-Paul.

### Lieux et monuments
- Le château de la Frédière est construit au XVIIIe siècle. C'est un château privé reconverti en hôtel de charme. Un golf de 18 trous a plus tard été construit à proximité[22]

### Personnalités liées à la commune
- Jeanne Gonet, née le 21 juillet 1912 disparue en 2014 était la doyenne de la commune. Elle a tenu l'épicerie de Céron de 1935 à 1981. À cette époque, il y avait une station service (essence) !
- Souad Amidou, comédienne, y a établi sa résidence secondaire.

### Héraldique
| Blason de Céron | Blason  | De sinople à la fasce ondée d'or chargée d'une cotice ondée d'azur, accompagnée, en chef, de deux têtes de chèvres coupées et affrontées d'argent et, en pointe, d'un bœuf arrêté du même. |
| Blason de Céron | Détails | Le statut officiel du blason reste à déterminer. |

## Pour approfondir